# 弓折岳
弓折岳（ゆみおりだけ、ゆみおれだけ）は、岐阜県高山市にある飛騨山脈南部の標高2,592 mの山。弓折岳を含む飛騨山脈の主な山域は1934年（昭和9年）12月4日に中部山岳国立公園の指定を受けている。山頂は台地状。花の百名山、続ぎふ百山の一つに選定されている。東山腹にある鏡平が、新高山市100景の一つに選定されている。

## 動物
岐阜県のレッドリストで指定を受けている高山蛾のアルプスクロヨトウ、アルプスヤガ、ナカトビヤガ、ヤツガダケヤガなどの確認記録がある。

## 植物

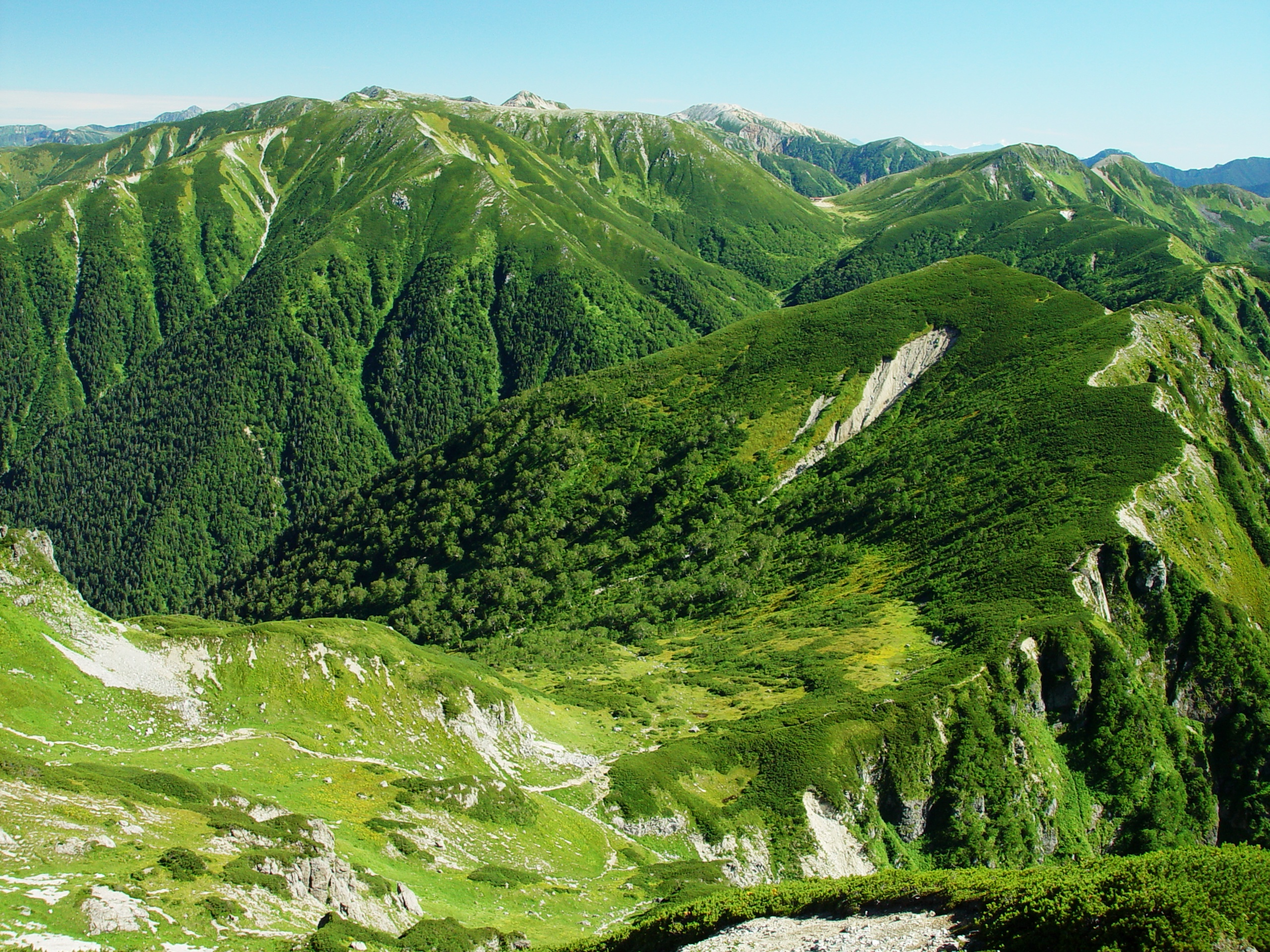
抜戸岳方面から望む弓折岳から双六小屋を経て双六岳へ至る稜線伝いの登山道

花の百名山に選定されている弓折岳周辺では、多くの高山植物が自生している。田中澄江の著書『花の百名山』で、弓折岳を代表する花としてムシトリスミレが紹介された。山頂付近の稜線の登山道ではウメバチソウ、シナノキンバイ、ツマトリソウ、ハクサンイチゲ、ハクサンチドリ、ミヤマアキノキリンソウ、ミヤマクロユリ、ミヤマダイモンジソウ、メタカラコウなどが見られる。小池新道の弓折岳山腹ではウラジロナナカマド、オオバミゾホオズキ、コイワカガミ、シモツケソウ、コバイケイソウ、ダケカンバ、トウヤクリンドウ、チングルマなど見られる。その下部の鏡平山荘周辺ではエンレイソウ、オオバキスミレ、キヌガサソウ、ショウジョウバカマ、サンカヨウ、タケシマラン、ミツバオウレンなど見られる。

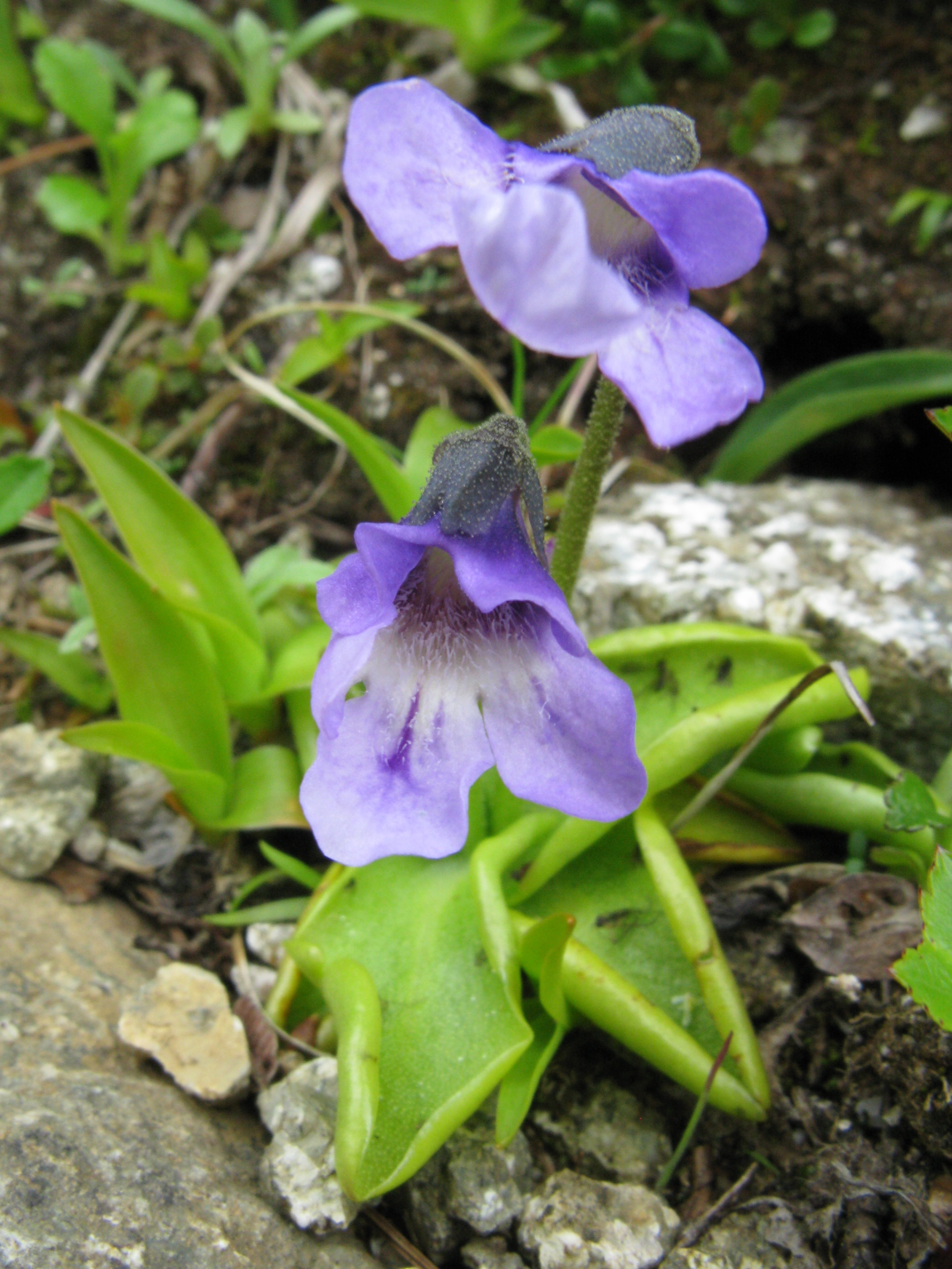
ムシトリスミレ
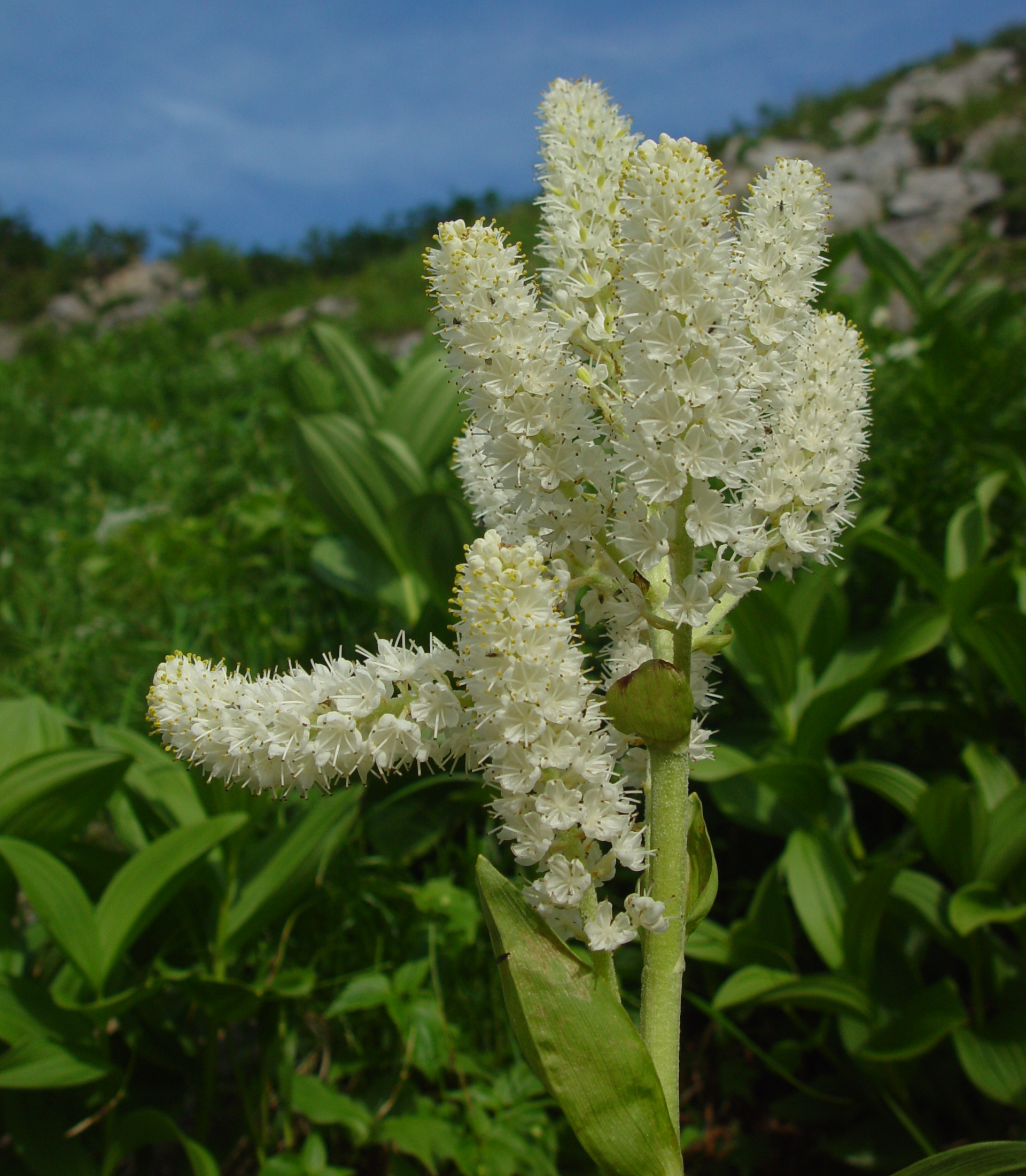
コバイケイソウ
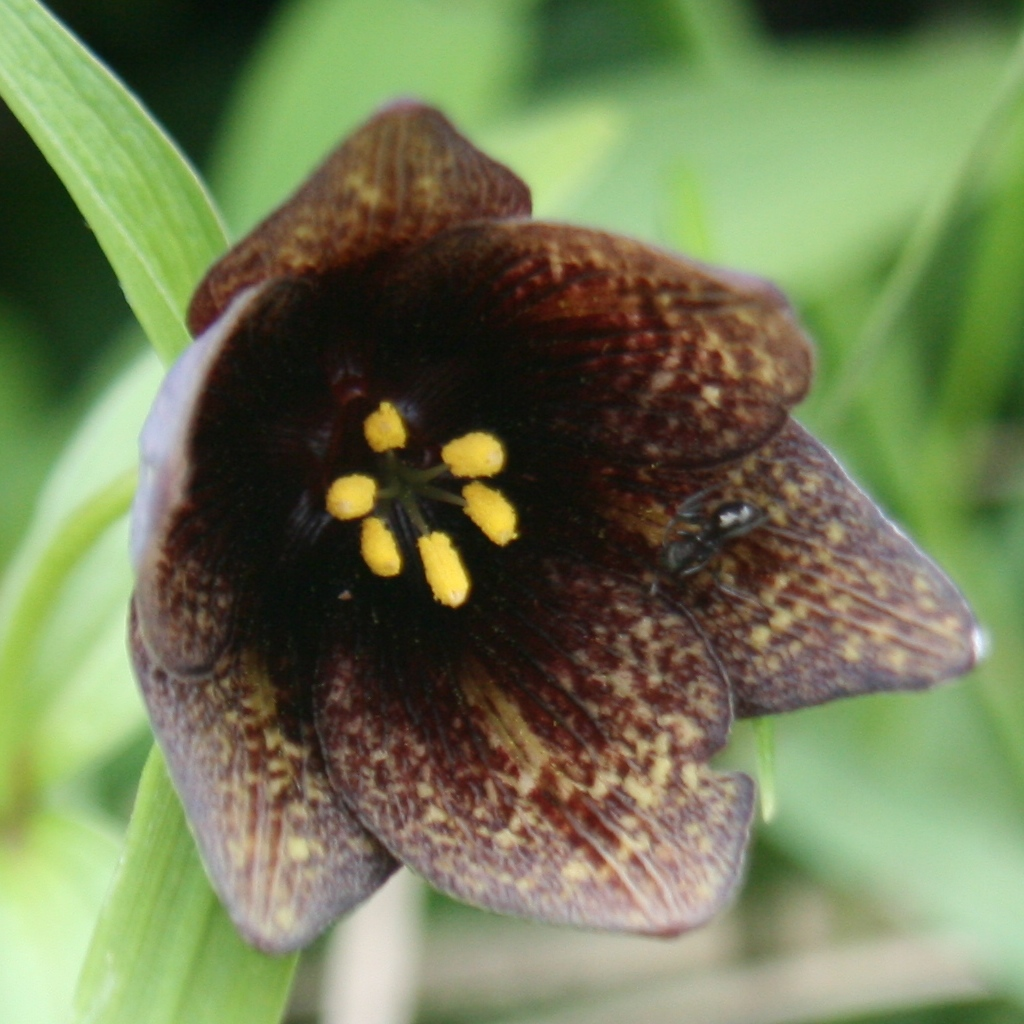
ミヤマクロユリ

## 登山
1928年（昭和2年）8月に秩父宮雍仁親王が、穂高岳、槍ヶ岳、笠ヶ岳の縦走の際に登頂し、その際に当時秘境と呼ばれていた鏡平にも立ち寄った。

### 登山ルート
1955年（昭和30年）に小池義清らにより開設された新穂高温泉を起点とする小池新道が開設されると、入山が容易となった。以下に弓折岳の登山ルートを示すが、弓折岳のみを目的として登頂されることは少なく、笠ヶ岳登頂時などに通過されることが多い。
- 小池新道：新穂高温泉 - わさび平小屋 - 秩父沢 - シシウドが原 - 鏡平山荘 - 弓折岳
- 笠新道：新穂高温泉 - 杓子平 -　（笠ヶ岳）- 抜戸岳 - 秩父平 - 大ノマ岳 - 大ノマ乗越 - 弓折岳

### 鏡平山荘

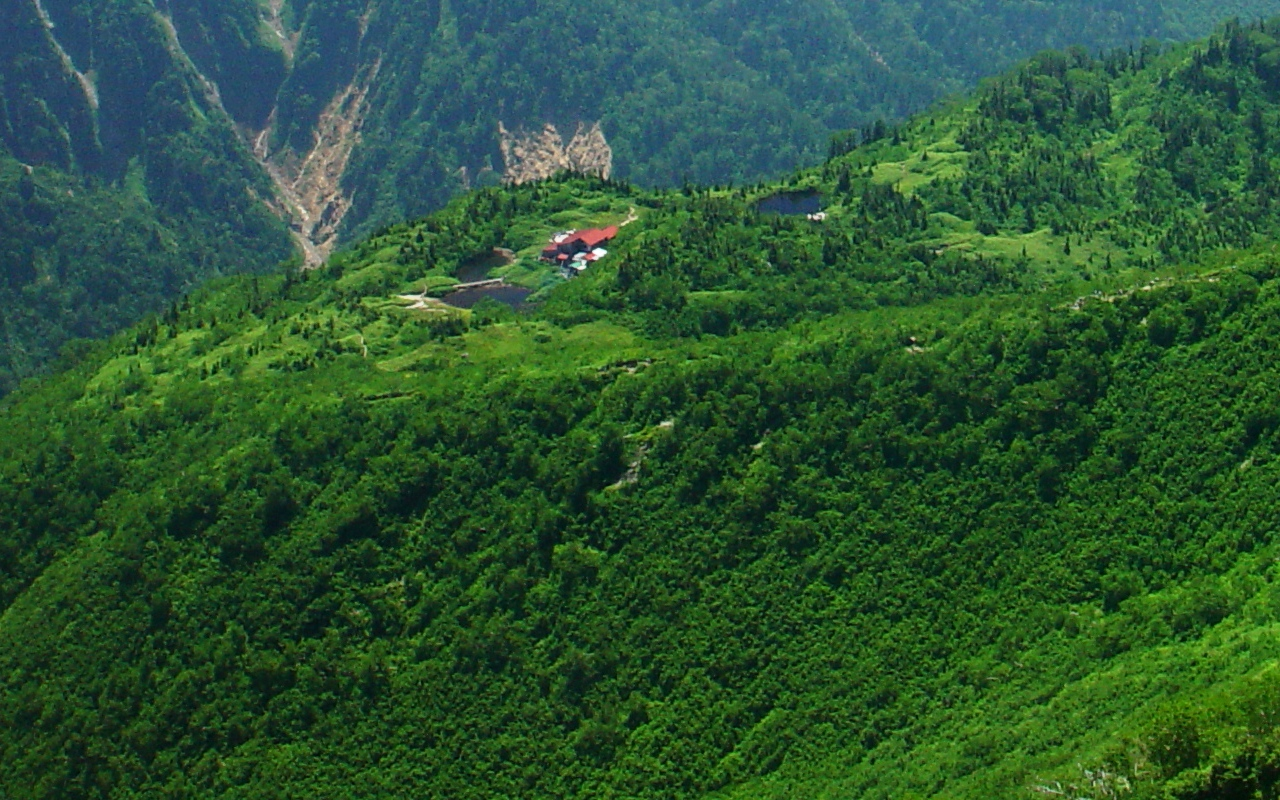
小池新道から見下ろす鏡平にある鏡平山荘

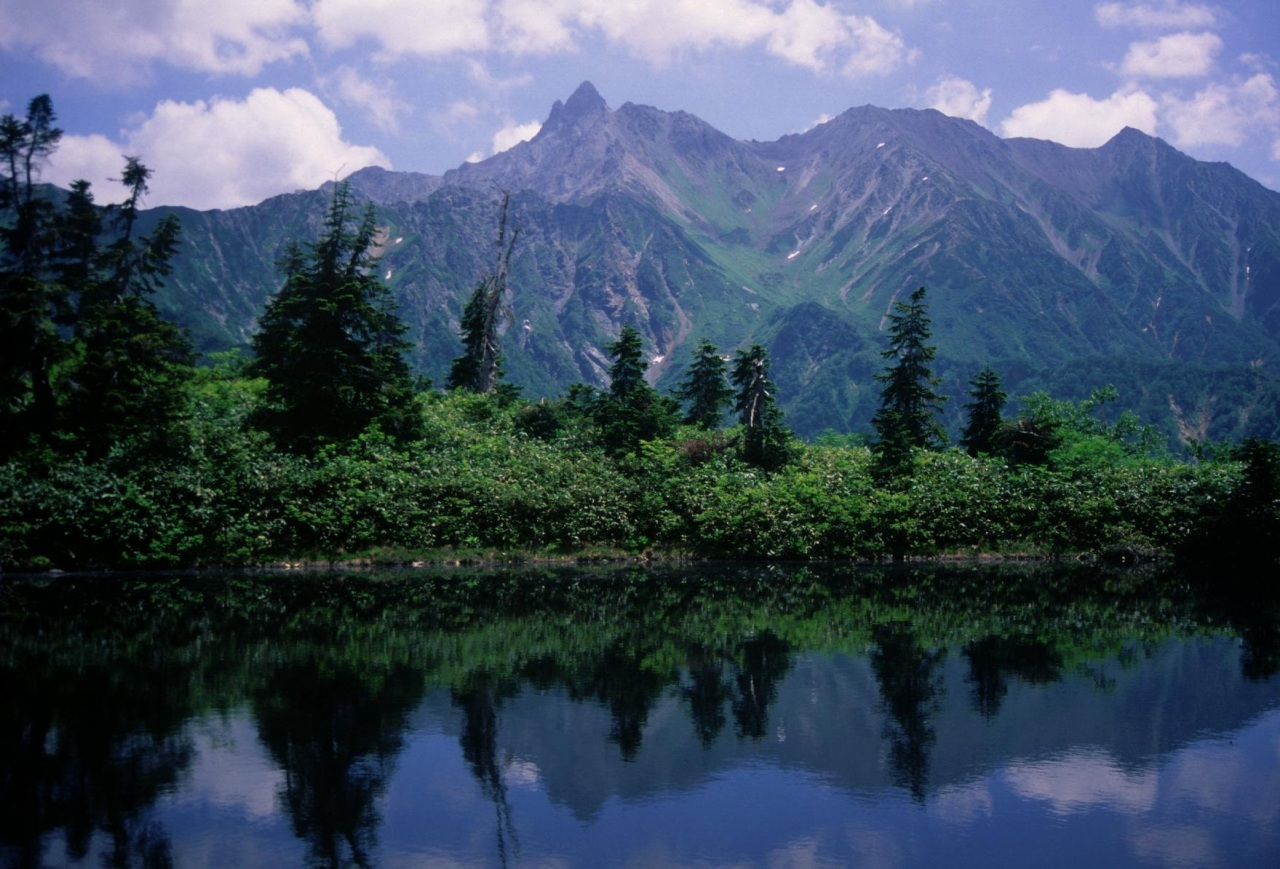
鏡池と槍ヶ岳

鏡平山荘は1964年（昭和39年）に上宝村の村会議員の小池義清にが建設を開始し翌年に開業された。義清から経営を引き継いだ次男の潜は山岳写真家でもあり、小池新道周辺のわさび平小屋、鏡平山荘、黒部五郎小舎の経営も行っている。山岳画家の中村清太郎が双六小屋をベース基地として鏡平にテントを張って1ヶ月ほど鏡平で創作活動を行っていた。小屋周辺には池と池塘が点在する。

### 周辺の山小屋
周辺の登山道上には、登山者用の山小屋とキャンプ指定地がある。
| 画像         | 名称         | 所在地                          | 弓折岳からの 方角と距離 (km) | 標高 (m) | 収容 人数 | キャンプ 指定地 |
| ------------ | ------------ | ------------------------------- | ---------------------------- | -------- | --------- | --------------- |
| 双六小屋     | 双六小屋     | 双六岳と樅沢岳との鞍部 双六池畔 | 北北東 2.3                   | 2,550    | 200       | 60張            |
| 鏡平山荘     | 鏡平山荘     | 弓折岳南東下 鏡池               | 東南東 0.8                   | 2,300    | 100       | なし            |
| わさび平小屋 | わさび平小屋 | 蒲田川左俣谷右岸 わさび平       | 南 4.3                       | 1,402    | 60        | 30張            |
| 笠ヶ岳山荘   | 笠ヶ岳山荘   | 笠ヶ岳山頂直下北側の肩          | 南西 5.4                     | 2,820    | 100       | 25張            |

## 地理
飛騨山脈の主稜線の樅沢岳から笠ヶ岳へと延びる支尾根上にある。山頂（標高2,592 mの最高点）の西約100 mに三等三角点が設置されている。基準点名が「中平」（標高2,588.37 m）。

### 周辺の山
樅沢岳と大ノマ岳との間にある。大ノマ岳との間にある峠は、大ノマ乗越と呼ばれている。

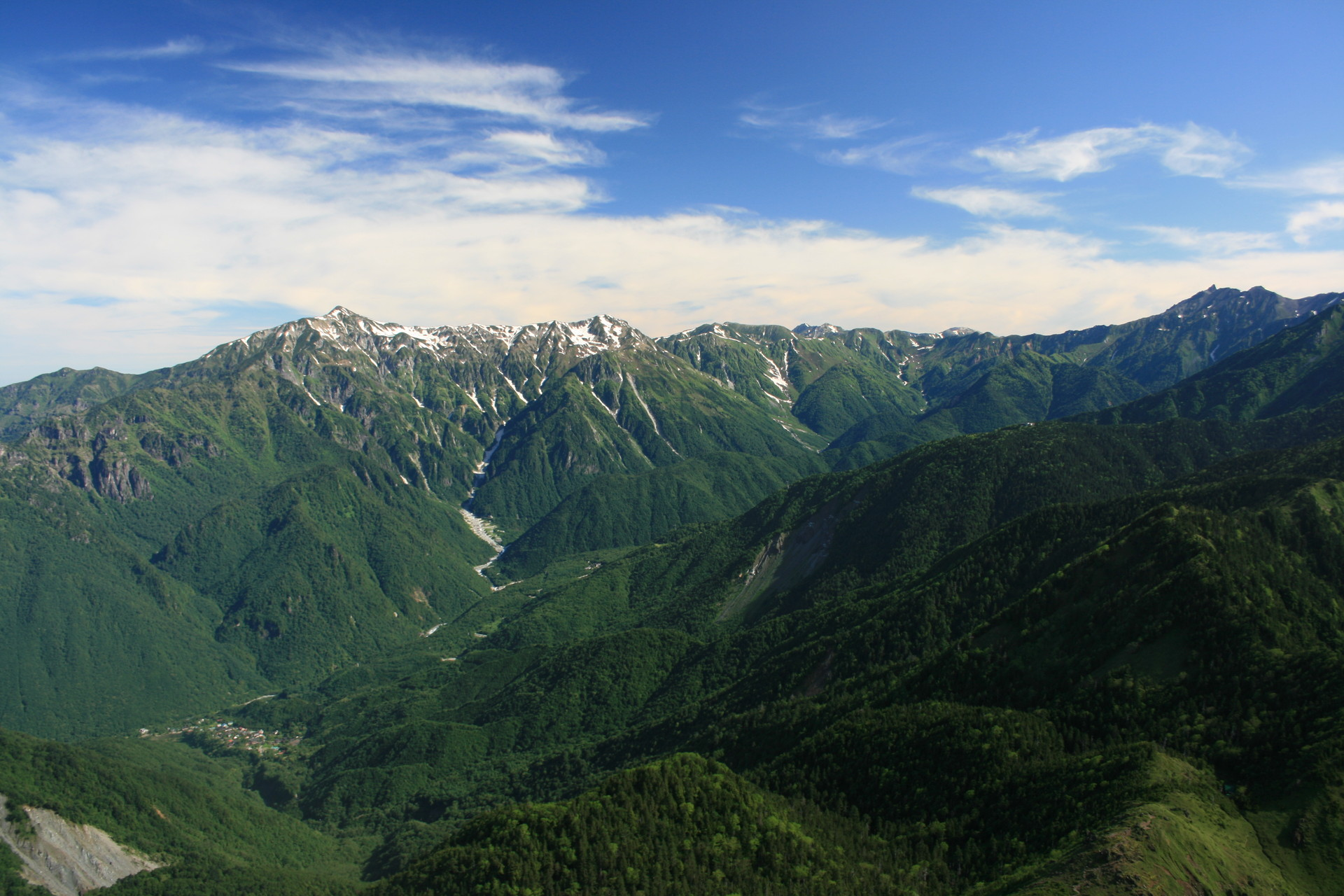
焼岳から望む弓折岳周辺の山並み、左に笠ヶ岳、右に槍ヶ岳

| 山容                                 | 山名     | 標高 (m) | 三角点等級 基準点名       | 弓折岳からの 方角と距離(km) | 備考       |
| ------------------------------------ | -------- | -------- | ------------------------- | --------------------------- | ---------- |
| 弓折岳から望む双六岳                 | 双六岳   | 2,860.29 | 二等 「中俣岳」           | 北北西 2.6                  | 双六小屋   |
| 弓折岳から望む樅沢岳                 | 樅沢岳   | 2,755    |                           | 北北東 2.2                  | 西鎌尾根   |
| 大ノマ岳から望む双六岳と樅沢岳       | 弓折岳   | 2,592    | （三等）「中平」 2,588.37 | 0                           | 花の百名山 |
| 弓折岳から望む大ノマ岳と抜戸岳       | 大ノマ岳 | 2,662    |                           | 西南西 1.1                  |            |
| 笠ヶ岳方面から望む抜戸岳             | 抜戸岳   | 2,812.80 | 三等 「奥笠ケ岳」         | 南西 3.1                    | ぎふ百山   |
| 小池新道から望む奥丸山と遠景の穂高岳 | 奥丸山   | 2,439.46 | 三等 「犬公望」           | 南東 3.5                    |            |
| 鏡平から望む槍ヶ岳                   | 槍ヶ岳   | 3,180    |                           | 東 4.7                      | 日本百名山 |
| 抜戸岳から望む笠ヶ岳                 | 笠ヶ岳   | 2,897.48 | 二等 「笠ケ岳」           | 南西 5.6                    | 日本百名山 |

### 源流の河川
以下の源流となる神通川水系の河川は日本海へ流れる。
- 双六谷 - 金木戸川（高原川の支流）
- 左俣谷、秩父小沢 - 蒲田川（高原川の支流）

### 交通・アクセス
- 濃飛バス新穂高温泉バス停の北北東7.6 kmに位置する。
- JR東海高山本線高山駅の北東38.7 kmに位置する[2]。
- 中部縦貫自動車道（高山清見道路）高山インターチェンジの東北東39 kmに位置し、安房峠道路平湯インターチェンジの北北東18 kmに位置する。